# Tmesisternus reductus
Tmesisternus reductus es una especie de escarabajo del género Tmesisternus, familia Cerambycidae. Fue descrita científicamente por Gressitt en 1984.
Habita en Papúa Nueva Guinea. Esta especie mide 14,4-17,8 mm.